# Fontaine des Agenouillés (Bruxelles)
La Fontaine des Agenouillés est une œuvre du sculpteur symboliste belge George Minne située au cœur de Bruxelles, capitale de la Belgique.

## Localisation
Le monument se dresse rue de Louvain, dans la cour arrière du palais de la Nation qui abrite le Parlement fédéral belge.

## Historique
La Fontaine des Agenouillés est le groupe statuaire le plus célèbre et le plus réussi du sculpteur symboliste George Minne. L'art introverti de Minne atteint dans ce chef-d'œuvre de la sculpture symboliste un maximum de clarté et de simplicité formelle.
Minne crée le thème de la fontaine en 1898 et en réalise plusieurs versions en plâtre, marbre et bronze au cours des décennies qui suivent.
La version en bronze sur socle de pierre bleue (petit granit) de Bruxelles est exposée lors de l'Exposition universelle de Bruxelles de 1935,.
Après l'Exposition universelle, il est prévu de remonter la fontaine devant le Parlement belge mais les réactions de l'opinion publique, scandalisée par l'œuvre, incitent le gouvernement à la placer dans un endroit plus discret, dans la cour arrière du palais de la Nation.
L'humour des Bruxellois de l'époque voyait dans les hommes nus représentés autour de la fontaine les contribuables dépouillés par les lois fiscales votées par les parlementaires ou encore la représentation des électeurs soumis au pouvoir politique.

## Description
L'œuvre représente cinq adolescents agenouillés, nus, les bras croisés et les têtes penchées, qui méditent sur le rebord d'un bassin de pierre et symbolisent l'âme condamnée éternellement à la méditation par peur de la vie,.
Les personnages fragiles et introvertis témoignent d'une grande charge émotionnelle.
Le critique d'art allemand Julius Meier-Graefe qualifia cette œuvre de « première sculpture de notre nouvelle époque ».
À Bruxelles, le bassin de pierre est réalisé en pierre bleue (petit granit) alors qu'il est sculpté dans un basalte noir à Gand.
L'œuvre, qui est propriété du Parlement de l'État fédéral, n'est pas classée.

## Autres versions
Il existe plusieurs versions de cette fontaine :
- le modèle en plâtre est conservé au musée des Beaux-Arts de Gand[6],[2],[3] ;
- une version en bronze sur un bassin en basalte noir est érigée sur la place Émile Braun au centre de Gand (Geknielde Jongelingen)[7],[2],[3],[5] ;
- une version en marbre est conservée dans le hall d'entrée du musée Folkwang d'Essen en Allemagne[2],[3].

## Accessibilité
| ___ | Ce site est desservi par la station de métro : Parc. |